# Dotto di Wolff
Il dotto di Wolff (o dotto del mesonefro) è un organo che si ritrova nei mammiferi, compresi gli esseri umani di ambo i sessi, durante la fase embrionale. Il nome lo si deve a Caspar Friedrich Wolff. Fino alla settima settimana dello sviluppo embrionale i due embrioni di sesso diverso sono morfologicamente indistinguibili, intervengono dunque gli enzimi litici che, rilasciati dai lisosomi, degradano nella femmina ciò che caratterizza il maschio e viceversa.

## Nel sesso maschile
Nel maschio i condotti di Wolff si sviluppano fino a formare i condotti eiaculatori, l'epididimo, i canali deferenti e le vescichette seminali. Gli abbozzi dei testicoli all'inizio si trovano molto più in alto, ai lati della vescica, sopra l'inguine (più o meno dove si trovano le ovaie nella donna), ghiandole gonadiche che nell'infanzia scenderanno nel canale inguinale (protette dal sacco costituito dal muscolo cremastere) e accompagnate dal funicolo spermatico per essere già presenti nello scroto (a 10 anni) prima dell'inizio della pubertà (11-12 anni).

## Nel sesso femminile
Nella femmina i condotti di Wolff si atrofizzano. Il ruolo di generare le strutture dell'apparato genitale femminile è svolto dai dotti di Müller.